# Magyarország a 2001-es rövid pályás úszó-Európa-bajnokságon
Magyarország a belgiumi Antwerpenben megrendezett 2001-es rövid pályás úszó-Európa-bajnokság egyik részt vevő nemzete volt.

## Eredmények

### Férfi
| Versenyző      | Versenyszám    | Előfutam | Előfutam | Előfutam | Elődöntő | Elődöntő | Elődöntő | Döntő   | Döntő    |
| Versenyző      | Versenyszám    | Idő      | Hely.    | Össz.    | Idő      | Hely.    | Össz.    | Idő     | Helyezés |
| -------------- | -------------- | -------- | -------- | -------- | -------- | -------- | -------- | ------- | -------- |
| Gáspár Zsolt   | 50 m gyors     | 21,61    | 1.       | 1.       | 22,07    | 5.       | 8.       | 21,78   | 6.       |
| Gáspár Zsolt   | 50 m pillangó  | 24,11    | 1.       | 9.       | 23,96    | 4.       | 9.       | kiesett | kiesett  |
| Gáspár Zsolt   | 100 m pillangó | 53,02    | 1.       | 11.      | 52,18    | 5.       | 8.       | 52,01   | 5.       |
| Gáspár Zsolt   | 200 m pillangó | 1:57,15  | 1.       | 8.       |          |          |          | 1:55,39 | 4.       |
| Bodrogi Viktor | 200 m pillangó | 1:58,54  | 3.       | 12.      |          |          |          | kiesett | kiesett  |
| Bodrogi Viktor | 200 m hát      | 1:57,32  | 4.       | 11.      |          |          |          | kiesett | kiesett  |